# Ippolit Krashenínnikov
Hippolit (Ippolit) Mikhailovich Krascheninnikov (Ипполит Михайлович Крашенинников) ( 1884, Cheliábinsk - 1947, San Petersburgo) fue un naturalista, geógrafo y explorador ruso.

## Honores

### Epónimos
- (Asteraceae) Achillea krascheninnikovii Afanassiev[1]
- (Asteraceae) Cancrinia krascheninnikovii (Rubtzov) Poljakov[2]
- (Asteraceae) Jurinea krascheninnikovii Iljin[3]
- (Asteraceae) Lepidolopha krascheninnikovii Czil. ex Kovalevsk. & N.A.Safralieva[4]
- (Asteraceae) Pentanema krascheninnikovii (Kamelin) Anderb.[5]
- (Asteraceae) Senecio krascheninnikovii Schischk.[6]
- (Asteraceae) Tragopogon krascheninnikovii S.A.Nikitin[7]
- (Brassicaceae) Rhammatophyllum krascheninnikovii A.N.Vassiljeva[8]
- (Caryophyllaceae) Acanthophyllum krascheninnikovii Schischk.[9]
- (Cyperaceae) Carex krascheninnikovii Komarov ex Hultén[10]
- (Plantaginaceae) Plantago krascheninnikovii C.Scrgievsk.[11]
- (Polygonaceae) Polygonum krascheninnikovii (N.A.Ivanova) Czerep.[12]
- (Rubiaceae) Rubia krascheninnikovii Pojark.[13]

- La abreviatura «Krasch.» se emplea para indicar a Ippolit Krashenínnikov como autoridad en la descripción y clasificación científica de los vegetales.[14]